# Золотий кубок КОНКАКАФ 2002 (кваліфікація)
У фінальній частині Золотого кубку КОНКАКАФ 2002 року мало зіграти 12 команд, які були визначені таким чином:
- США,  Канада і  Мексика отримали путівки у фінальний турнір автоматично.
- Дві путівки отримували гості, ними стали  Еквадор і  Південна Корея).
- Три путівки виділялося чемпіону і призерам Карибського кубка 2001 ( Тринідад і Тобаго,  Гаїті і  Мартиніка), а команда, що зайняла в цьому розіграші 4-те місце ( Куба), брала участь в стикових матчах.
- Три путівки виділялося чемпіону і призерам Кубка націй Центральної Америки 2001 ( Гватемала,  Коста-Рика і  Сальвадор), а команда, що зайняла в цьому розіграші 4-те місце ( Панама), брала участь в стикових матчах.

### Стикові матчі
| 29 липня 2001 |

| Панама | 0–0 | Куба |
| ------ | --- | ---- |
|        |     |      |

| «Роммель Фернандес», Панама (місто) Глядачів: 10,000 Арбітр: Браян Голл (США) |

| 5 серпня 2001 |

| Куба             | 1–0 | Панама |
| ---------------- | --- | ------ |
| Сергей Прадо 79' |     |        |

| «Педро Марреро», Гавана Глядачів: 6,000 Арбітр: Херман Арредондо (Мексика) |